# Bekova
Bekova (en serbe cyrillique : Бекова) est un village de Serbie situé sur le territoire de la Ville de Novi Pazar, district de Raška. Au recensement de 2011, il comptait 79 habitants.
Bekova est également connu sous le nom de Donja Bekova.

## Démographie
| 1948 | 1953 | 1961 | 1971 | 1981 | 1991 | 2002 | 2011 |
| ---- | ---- | ---- | ---- | ---- | ---- | ---- | ---- |
| 380  | 394  | 410  | 346  | 254  | 161  | 116  | 79   |

|  |